# Zoot at Ease
Zoot at Ease è un album di Zoot Sims, pubblicato dalla Famous Door Records nel 1973. I brani (di entrambe le sessioni) furono registrati all' A&R Recording Studio di New York City, New York (Stati Uniti) nelle date indicate nella lista tracce.

## Tracce
Lato A
1. Softly as in a Morning Sunrise – 4:41 (Sigmund Romberg, Oscar Hammerstein II) – Registrato il 30 maggio 1973
2. In the Middle of a Kiss – 5:13 (Sam Coslow) – Registrato il 9 agosto 1973
3. Rosemarty's Baby – 6:34 (Stokes, Keith) – Registrato il 30 maggio 1973
4. Beach in the A.M. – 4:11 (Hank Jones) – Registrato il 9 agosto 1973

Lato B
1. Do Nothing Till You Hear from Me – 4:36 (Duke Ellington, Bob Russell) – Registrato il 30 maggio 1973
2. Alabamy Home – 5:51 (Duke Ellington, Dave Ringle) – Registrato il 9 agosto 1973
3. Cocktails for Two – 4:53 (Sam Coslow, Arthur Johnson) – Registrato il 30 maggio 1973
4. My Funny Valentine – 5:01 (Richard Rodgers, Lorenz Hart) – Registrato il 9 agosto 1973

Edizione CD del 1995, pubblicato dalla Progressive Records PCD-7110
1. Softly, as in a Morning Sunrise – 4:42 (Sigmund Romberg, Oscar Hammerstein II)
2. In the Middle of a Kiss (Take 4) – 5:14 (Sam Coslow)
3. Alabamy Home (Take 9) – 5:51 (Dave Ringle, Duke Ellington)
4. Do Nothin' Till You Hear from Me – 4:35 (Bob Russell, Duke Ellington)
5. Rosemary's Baby – 6:34 (Stokes, Keith)
6. Cocktails for Two – 4:52 (Arthur Johnson, Sam Coslow)
7. My Funny Valentine – 5:01 (Richard Rodgers, Lorenz Hart)
8. Beach in the A.M. – 4:11 (Hank Jones)
9. In the Middle of a Kiss (Take 1 - Incomplete) – 4:01 (Sam Coslow) – Bonus Track - Previously Unreleased Alternate Take
10. In the Middle of a Kiss (Take 2) – 5:50 (Sam Coslow) – Bonus Track - Previously Unreleased Alternate Take
11. Alabamy Home (Take 2) – 6:51 (Dave Ringle, Duke Ellington) – Bonus Track - Previously Unreleased Alternate Take
12. Beach in the A.M. (Take 3) – 3:40 (Hank Jones) – Bonus Track - Previously Unreleased Alternate Take
13. Alabamy Home (Take 8) – 6:02 (Dave Ringle, Duke Ellington) – Bonus Track - Previously Unreleased Alternate Take

- Brani - nr. 1, 4, 5 e 6, registrati il 30 maggio 1973
- Brani - nr. 2, 3, 7, 8, 9, 10, 11, 12 e 13, registrati il 9 agosto 1973

## Musicisti
A1, A3, B1 e B3 / CD - nr. 1, 4, 5 e 6
- Zoot Sims - sassofono tenore, sassofono soprano
- Hank Jones - pianoforte
- Milt Hinton - contrabbasso
- Louis Bellson - batteria

A2, A4, B2 e B4 / CD - nr. 2, 3, 7, 8, 9, 10, 11, 12 e 13
- Zoot Sims - sassofono tenore, sassofono soprano
- Hank Jones - pianoforte
- Milt Hinton - contrabbasso
- Grady Tate - batteria[3]